# 台湾山鹧鸪
臺灣山鷓鴣，俗稱深山竹雞或紅腳竹雞，是臺灣特有，也是唯一的雉科山鹧鸪属鸟类，它僅分佈於台灣。其黑白分明的面紋明顯有別於其他臺灣的雉雞。性隱蔽而機警，棲息於中低海拔的原生闊葉林底層，常三五成群活動。
它受到棲地喪失的威脅，但目前被國際自然保護聯盟（IUCN）列為無危物種。

## 分類
斯文豪在1864年描述了這個物種，並提出它屬於一個新的屬，Oreoperdix。這種鳥的喉部有一塊“醜陋的紅色斑塊”。斯文豪最初以為這只鳥受了傷，但經過仔細檢查發現該斑塊是自然存在的。這個紅斑可能僅在繁殖季節出現。現在被歸入山鷓鴣屬（Arborophila）屬。其種小名crudigularis源自拉丁文，意為“流血的”和“喉部的”。2015年的一項研究表明，它的最近親並不在鄰近的中國大陸，而是在東南亞，它們沿著冰河時期期間由海平面下降而暴露的大陸棚區域擴散。

## 描述
臺灣山鷓鴣約28 cm（11英寸）長。雄性約重311 g（11.0 oz），雌性約重212 g（7.5 oz）。頭頂為灰色。頭部兩側為黑色，有白色的眉毛、下巴和眼睛下方的斑塊。喉部為白色，有一個黑色的半項圈。上體為橄欖灰色並有黑色條紋，圓形的紅褐色翅膀上有三條灰色條紋。尾巴短而圓。下體為藍灰色，兩側有白色條紋。眼睛為黑色，周圍有一個窄窄的紅圈。喙為藍灰色，腳為橙紅色。雌鳥與雄鳥相似，但喉部條紋較少，兩側條紋較多。

## 分佈與棲地
這種鷓鴣是臺灣特有種，分佈於中央和東部山區。它棲息於闊葉林，偏好灌木叢和底層植被。分佈海拔高度為700—3,000米（2,300—9,800英尺），主要為1,500—2,000米（4,900—6,600英尺）。

## 行為
臺灣山鷓鴣的叫聲是一系列gurru的上升和下降音調。經常聽到二重唱和合唱。單獨的叫聲類似於大彎嘴的叫聲。它們成群結隊地覓食，通常為兩到三隻鳥，吃蚯蚓、漿果、種子、幼苗和昆蟲。根據海拔高度不同，繁殖季節從三月到八月不等，它們在裂縫或樹下築巢。每窩有六到八顆白色的蛋，孵化期約為24天。

## 狀態
該物種的種群數量估計超過10,000隻成熟個體。在保護區外的數量可能因森林砍伐而下降。由於其種群和分佈範圍比早期估計的要大，IUCN於2014年將其降為無危物種。它分佈於幾個國家公園和自然保護區內。